# Chiyotaikai Ryūji
Chiyotaikai Ryūji (千代大海 龍二)
de son vrai nom Ryūji Hiroshima est né le 29 avril 1976 à Chitose, dans la préfecture de Hokkaidō, au Japon. Il est lutteur de sumo et est le deux-cent-trentième lutteur à atteindre le rang d’ōzeki, le second plus élevé dans la hiérarchie du sumo. Il occupe ce rang depuis mars 1999.

## Biographie
Ryūji Hiroshima est né le 29 avril 1976 et est originaire d'Ōita (préfecture d'Ōita), au Japon,.
Chiyotaikai était un joueur de baseball et de football et aussi bon budoka, excellant au judo et au karaté. Il était également un enfant très turbulent, qui s'est battu en tant que membre d'un gang de jeunes. Après avoir fini le lycée, il a travaillé en tant qu'ouvrier de construction avant de décider d'accepter une offre faite par l'écurie Kokonoe-beya de l'ancien yokozuna Chiyonofuji. On raconte que Chiyonofuji avait refusé le jeune lutteur en raison de ses cheveux blanchis et l'a obligé à se faire couper les cheveux avant de lui permettre de rejoindre son écurie.
Le shikona (nom de lutteur) de Chiyotaikai lui a été donné en l'honneur de son oyakata (maître d'écurie). Il a joint le sumo professionnel en 1992 et est devenu sekitori en 1995 en atteignant la division jūryō. Deux années plus tard, il atteint la makuuchi, la première division. En mai 1998, Chiyotaikai devint komusubi et n'a pas quitté les rangs san'yaku depuis. En janvier 1999, il a remporté son premier yūshō, battant Wakanohana en play-off, et il a été promu ōzeki en mars de cette même année. Il combat comme ōzeki depuis. En juillet 2007, il a battu le record du plus grand nombre de tournois au second plus haut grade du sumo, devançant Takanohana et ses cinquante tournois consécutifs au rang de ōzeki.
La contrepartie de sa longévité comme ōzeki est son incapacité à réaliser la performance nécessaire à une promotion au grade suprême de yokozuna. Il a lutté à un niveau plutôt médiocre pendant un certain temps avant sa performance de 13 victoires pour deux défaites au cours du tournoi de janvier 2002 et puis obtenant son deuxième championnat à Nagoya de la même année. Des blessures ont ensuite jonché son chemin, et cela jusqu'au tournoi de mars 2003, où il réalisa son troisième et jusqu'à ce jour dernier yūshō.
Chiyotaikai est légèrement au-dessus de moyenne niveau taille (1,81 m pour 158 kg), néanmoins,  c'est un combattant très agile qui préfère des combats rapides par oshi-zumo (sumo de poussée). Il est connu pour sa charge explosive au début de ses matchs et pour ses tsuppari, succession de coups donnés sur le visage de l'adversaire avec la paume de la main.
Chiyotaikai a été en danger de rétrogradation de son statut d’ōzeki quatorze fois au total, la dernière fois en novembre 2009 lui sera fatale. En janvier 2010, redevenu sekiwake, il annonce en cours de tournoi sa retraite sportive.
En 2016, à la suite du décès de l'ancien yokozuna Chiyonofuji, il lui succède à la tête de l'écurie et prend officiellement de titre de Kokonoe oyakata.

## Yūshōdemakuuchiremportés
- Hatsu Basho 1999 : sekiwake, 13-2
- Nagoya Basho 2002 : ōzeki, 14-1
- Haru Basho 2003 : ōzeki, 12-3